# Li Wenlong
Li Wenlong (chinesisch 李文龙, Pinyin Lǐ Wénlóng, * 4. Februar 2001 in Fushun) ist ein chinesischer Shorttracker.

## Karriere
Li Wenlong begann im April 2012 in Qingdao mit dem Shorttrack. Er wird von Kim Sun-Tae und Wiktor Ahn trainiert.
2018 wurde ihm vom Sportzentralverwaltung in China der Titel Nationaler Eliteklasseathlet verliehen. Bei den Juniorenweltmeisterschaften 2019 wurde er Fünfter über 500 Meter und Neunter über 1500 Meter und gewann mit der Herrenstaffel über 3000 m die Goldmedaille.
In der Weltcup-Saison 2018/19 gewann er in Salt Lake City eine Silbermedaille mit der Herren-Staffel über 5000 m und in der Weltcup-Saison 2021/22 in Nagoya eine Silbermedaille mit der Herren-Staffel über 5000 m.
Li nahm an den Shorttrack-Wettbewerben bei den Olympischen Winterspielen 2022 im 1000-Meter-Lauf der Männer und in der 5000 m Staffel der Männer, mit der er den 5. Platz erreichte, teil, wofür er sich in der nationalen Qualifikation in der zweiten von drei Runden qualifizierte.
Li gewann bei den Olympischen Spielen 2022 in Peking die Silbermedaille im 1000-Meter-Lauf der Männer.

## Weltcupsiege im Team
| Nr. | Datum             | Ort              |
| --- | ----------------- | ---------------- |
| 1.  | 5. November 2022  | Salt Lake City 1 |
| 2.  | 5. Februar 2023   | Dresden 2        |
| 3.  | 8. Dezember 2024  | Peking 3         |
| 4.  | 15. Dezember 2024 | Seoul 3          |